# Cornelis de Wael (architect)
Cornelis de Wael (circa 1440 - Utrecht, 20 februari 1505) was een Nederlands architect.

## Biografie

#### Eerste aanstellingen
Over de afkomst, opleiding en eerste activiteiten van Cornelis de Wael is niets met zekerheid bekend. Van circa 1469 tot circa 1476 was hij loodsmeester van de Sint-Jan in 's-Hertogenbosch. Hij leidde er waarschijnlijk de voltooiing van het zuidelijke dwarsschip.
Hij was rond dezelfde tijd ook werkmeester van de Sint-Servaaskerk in Maastricht, waar hij betrokken was bij de bouw van de Koningskapel en de gotische kruisgang. Mogelijk leidde hij ook de bouw van de toren van de naastgelegen Sint-Janskerk.
Van 1473 tot 1477 was hij werkmeester van de Sint-Lambertuskathedraal in Luik. Hij leidde er het herstel van de kappen, waarschijnlijk na schade als gevolg van de Luikse Oorlogen.

#### Dom van Utrecht
In 1476 werd Cornelis aangesteld als loodsmeester van de Dom van Utrecht (toen was hij 36 jaar oud), een positie die hij behield tot zijn dood in 1505. Hij was verantwoordelijk voor de voltooiing van het dwarsschip en voor de bouw van het grootste gedeelte van het schip. Ook kwamen onder zijn leiding de librije ten noorden van het koor en de Domproostenkapel ten oosten van het dwarsschip tot stand.
Bij zijn dood was de lichtbeuk van het schip van de Dom nog niet gebouwd. Die kwam nog tot stand onder zijn opvolger Alard van Lexweerd. Het schip van de Dom zou echter nooit geheel voltooid worden. In 1674 stortte het vrijwel geheel in tijdens een zware storm. Slechts twee zijbeuktraveeën met aansluitende kapellen zijn behouden.
In 1502 maakte Cornelis de Wael als werkmeester van de Grote Kerk van Haarlem een ontwerp voor een stenen vieringtoren, die echter voor de voltooiing weer afgebroken moest worden omdat de vieringpijlers het gewicht niet konden dragen. De toren werd vervangen door het huidige, lichtere exemplaar van hout.